# Paul Tschümperlin
Paul Tschümperlin (* 16. April 1956 in Schwyz; † 17. August 2022 in Gurmels; heimatberechtigt in Schwyz) war ein Schweizer Jurist, Rechtsanwalt und Richter. Er war von 1991 bis 2022 Generalsekretär des Schweizerischen Bundesgerichts. Über dreissig Jahre war er einer der höchsten Schweizer Bundesbeamten. Zudem war er ab 2006 Vizepräsident des höchsten schweizerischen Militärgerichts (des Militärkassationsgerichts) und ab 2017 dessen Präsident.

## Leben
Tschümperlin wuchs als Sohn eines Instruktionsoffiziers in Schwyz und Küssnacht am Rigi auf. Paul Tschümperlin studierte Rechtswissenschaft an der Universität Freiburg im Üechtland und promovierte 1984. 1985 erwarb er das Anwaltspatent des Kantons Schwyz. Er war Stabschef der Gotthardbrigade 23 der Schweizer Armee im Grade eines Obersts im Generalstab und amtierte von 1991 bis 2002 als Pfarreipräsident der römisch-katholischen Pfarrei Gurmels.
Paul Tschümperlin war seit 1985 verheiratet und Vater zweier Kinder (* 1990 und 1992). 

## Laufbahn
Nach dem Erwerb des Doktorats in Rechtswissenschaften und des Anwaltspatents wurde Paul Tschümperlin 1985 zum Gerichtsschreiber am Bundesgericht ernannt. Im Jahre 1991 wurde er zum Verwaltungsdirektor des Bundesgerichts gewählt. Dieses Amt wurde damals neu geschaffen. Das Amt wurde bereits kurz darauf zum Generalsekretär umbenannt. Als Generalsekretär stand er gemäss Art. 26 BGG während dreissig Jahren der Gerichtsverwaltung einschliesslich der wissenschaftlichen Dienste vor. Er führte das Sekretariat des Gesamtgerichts, der Präsidentenkonferenz und der Verwaltungskommission.
Tschümperlin setzte am Bundesgericht zahlreiche Projekte um. Er galt als zentraler Akteur im Projekt Justitia 4.0 und wurde daher als einer der Pioniere der Digitalisierung der Schweizer Justiz betrachtet. Da er sich schon früh der Möglichkeiten der Informationstechnologie, des Rückstands der Schweizer Justiz in diesem Bereich und der Unzulänglichkeit des bestehenden gesetzlichen Rahmens bewusst war, war er einer der ersten, der vorschlug, dass die kantonalen Gerichtsbehörden mit dem Bundesgericht beim digitalen Wandel der Justiz zusammenarbeiten sollten. Er setzte – unterstützt von den höchsten Gremien des Bundesgerichts – eine Arbeitsgruppe ein, deren Mitglieder die Vielfalt der kantonalen Gerichtsorganisation und ihrer IT-Umgebung repräsentierten. Als Präsident des Projektausschusses setzte er sich in der Folge jahrelang für das Projekt ein, das bei seinem Ableben noch in der Umsetzung war.
Nachdem er 2006 zum Vizepräsidenten des Militärkassationsgerichts gewählt worden war, wählte ihn die eidgenössische Bundesversammlung am 14. Dezember 2016 zum Präsidenten des höchsten schweizerischen Militärgerichts. Dieses Amt übte er mit grösster Sorgfalt aus und prägte die Militärjustiz.